# Zerstörergeschwader 1
Zerstörergeschwader 1 (dobesedno slovensko: Uničevalni polk 1; kratica ZG 1) je bil težko-lovski letalski polk (Geschwader) v sestavi nemške Luftwaffe med drugo svetovno vojno.

## Organizacija
- štab
- I. skupina
- II. skupina
- III. skupina

## Vodstvo polka
Poveljniki polka (Geschwaderkommodore)
- Major Ulrich Diesing: 1. januar 1942
- Podpolkovnik Paul-Friedrich Darjes: oktober 1942
- Podpolkovnik Joachim Blechschmidt: 12. april 1943
- Podpolkovnik Lothar von Janson: 13. julij 1943
- Podpolkovnik Erich von Selle: 10. marec 1944